# (5399) Awa
(5399) Awa es un asteroide perteneciente al cinturón de asteroides, descubierto el 29 de enero de 1989 por Masayuki Iwamoto y el también astrónomo Toshimasa Furuta desde Tokushima Observatory, Prefectura de Tokushima, Japón.

## Designación y nombre
Designado provisionalmente como 1989 BT. Fue nombrado Awa en homenaje a la ciudad Awa donde vive el astrónomo y descubridor del asteroide Masayuki Iwamoto, ubicada al norte de la isla de Shikoku. El festival de baile "Awa Odori", que se celebra cada agosto en la ciudad, es único.

## Características orbitales
Awa está situado a una distancia media del Sol de 2,808 ua, pudiendo alejarse hasta 3,327 ua y acercarse hasta 2,289 ua. Su excentricidad es 0,184 y la inclinación orbital 3,736 grados. Emplea 1719,14 días en completar una órbita alrededor del Sol.

## Características físicas
La magnitud absoluta de Awa es 12,5. Tiene 17,41 km de diámetro y su albedo se estima en 0,101. 